# Heinrich von Meissen

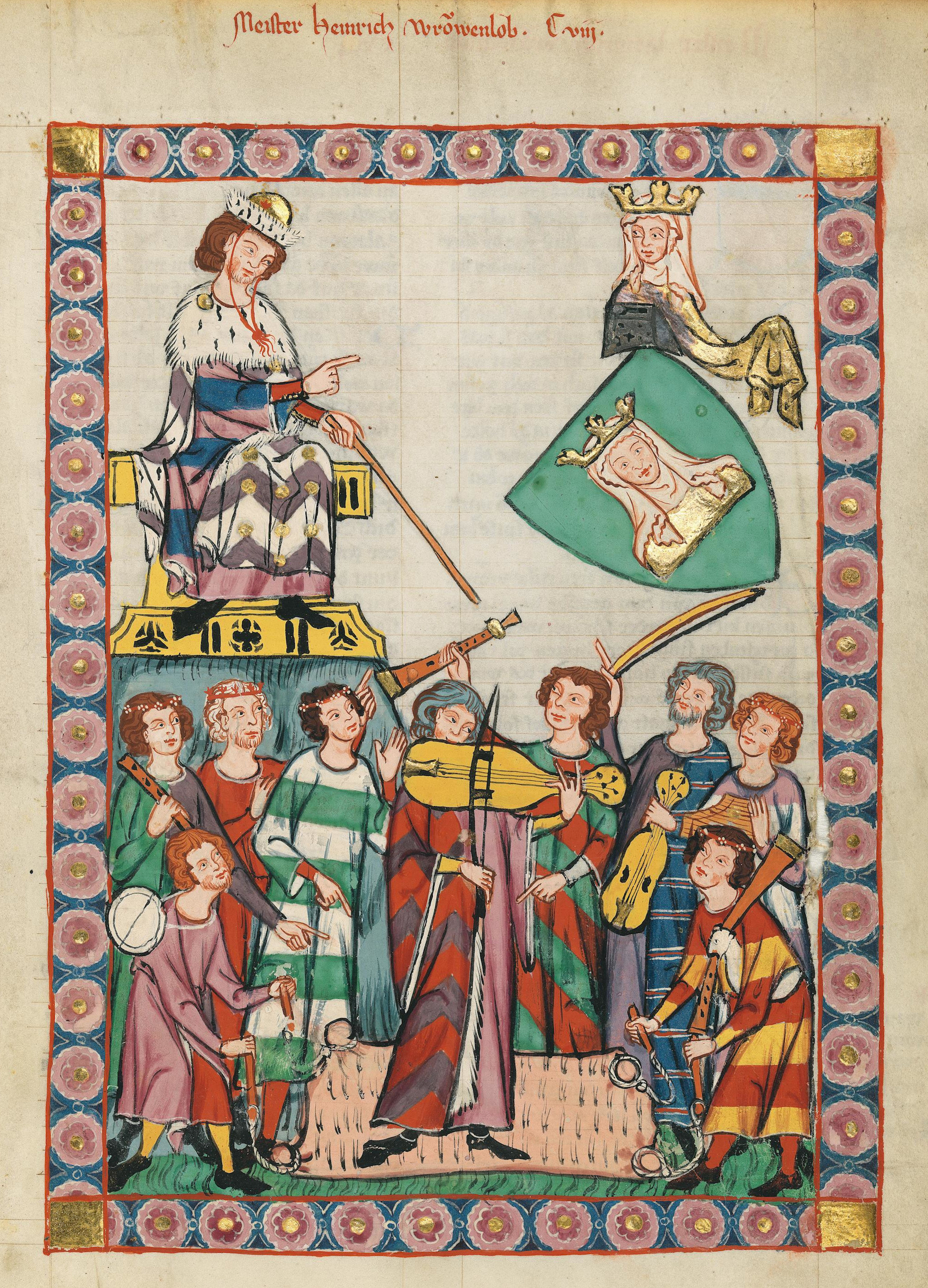
Meister Frauenlob en el Codex Manesse

Heinrich Frauenlob, también conocido como Enrique de Meissen (Heinrich von Meissen) fue un poeta alemán nacido entre 1250 y 1260 y fallecido el 29 de noviembre de 1318. Nacido en Meissen, el apodo Frauenlob parece significar alabanza de la mujer o alabanza de la Virgen.
Tenía gran talento musical, y ocupó cargos en la corte de Praga. Fue fundador de la más antigua Escuela en Maguncia durante el primer cuarto del siglo XIV. Alrededor de 1290 escribió Frauenlob Frauenleich, una canción sobre la mujer del Apocalipsis. También escribió Alle mich verlässt Freude, que posteriormente fue adoptado por Záviš von Zap.